# 21659 Fredholm
21659 Fredholm (1999 PR3) là một tiểu hành tinh vành đai chính được phát hiện ngày 13 tháng 8 năm 1999 bởi P. G. Comba ở Prescott.